# سحالي ملساء
السحالي الملساء (الاسم العلمي: Leiosauridae)، فصيلة سحالي من رتبة الحرشفيات. الفصيلة مستوطنة في أمريكا الوسطى وأمريكا الجنوبية.

## الأجناس
تضم الفصيلة الأجناس الستة التالية
- Anisolepis جورج ألبرت بولينغر, 1885
- Diplolaemus توماس بيل (عالم), 1843
- إنيالوسية يوهان غيورغ واجلير, 1830
- Leiosaurus أندريه ماري كونستن ديميريل & غابرييل بيبرون, 1837
- Pristidactylus ليوبولد فيتيزنجر, 1843
- Urostrophus A.M.C. Duméril & Bibron, 1837

## للاستزادة
- داريل فروست; Etheridge, Richard; Janies, Daniel; Titus, Tom A. (2001). "Total Evidence, Sequence Alignment, Evolution of Polychrotid Lizards, and a Reclassification of the Iguania (Squamata: Iguania)". American Museum Novitates (3343): 1-38. (Leiosauridae, new family, p. 12).